# Bolygónk, a Föld
A Bolygónk, a Föld (eredeti cím: Planet Earth) egy 2006-ban bemutatott televíziós dokumentumfilm sorozat, melyet a BBC Natural History Unit csapata készített. Az öt évnyi forgatással és gyártási folyamatokkal együtt ez a legdrágább televíziós ismeretterjesztő sorozat, amelyet a BBC valaha is készített, valamint ez volt az első nagy felbontásban készített műsora. A sorozatban közreműködött a Discovery Channel, az NHK és a CBC is. A sorozat készítőinek jellemzése szerint "Ez a sorozat a kiforrott nézeteket tartalmazza bolygónkról."
A Bolygónk, a Föld című sorozatot először az Egyesült Királyságban vetítették a BBC-n 2006 márciusában és egy évvel később debütált az Egyesült Államokban, ahol a Discovery Channel sugározta. 2007 júniusától világszerte 130 országban sugározták.  Az eredeti BBC-s változatot David Attenborough hangján készítették. A Discovery számára készített változatot viszont már Sigourney Weaver hangjával adták le. A narrátor a sorozatban Magyarországon David Attemborough állandó magyar hangja, Végvári Tamás volt. 
A sorozat tizenegy epizódból áll és ezek mindegyike globális áttekintést nyújt a különböző földi életközösségekről és viselkedésformákról. Minden egyes ötven perces rész végén egy tíz perces kisfilmet tekinthetünk meg, amely bemutatja a készítés nehézségeit.

## Háttér
2001-ben a BBC a Kék Bolygó című dokumentumfilm sorozatot vetítette, amely bolygónk óceánjainak élővilágáról szólt, és fordulópontot jelentett az óceánok történetével kapcsolatban. A kritikusok elismerése mellett nagy nézettséget is produkált és ennek elismeréséül több díjat is kapott. Ezenfelül egy igencsak népszerű és jövedelmező műsorrá vált, mivel világszerte 150 országban vetítették. A közönség különösen epikai hangvétele, a szokatlan és ismeretlen fajok bemutatása és a sorozat filmesen jó minőségű képi világa miatt kedvelte meg. A program készítőiben ezért felötlött, hogy egy egész bolygóra kiterjedő, átfogó dokumentumfilm sorozatot kellene készíteni, ezért Alastar Forthegill, a sorozat producere úgy döntött, hogy a Natural History Unit csapata megismétli a forgatást. A Bolygónk, a föld című sorozat ötlete tehát útnak indult a kidolgozás felé, és erre Lorraine Heggesey, a BBC One igazgatója is rábólintott 2002 januárjában. 

## Készítése

### A készítők csapata
16 millió fontos költségvetésével ez a sorozat a legdrágábban elkészített dokumentumfilm, amelyet a BBC valaha is készített. A vállalat ezért aláírt egy társfinanszírozási szerződést a Discovery Channellel és a japán NHK-val, akik a produkció együttműködő partnerei voltak az ambiciózus tervek megvalósítása során. A szerzői és kereskedelmi jogok gyakorlása során a Discovery megtartotta az amerikai, az NHK pedig a japán vetítési és egyéb kereskedelmi jogokat, míg a BBC Worldwide a világ többi részére vonatkozóan birtokolta a különféle jogokat. A Discovery és az NHK együttesen a költségek mintegy 60-70%-át finanszírozták, amelyet leginkább a nagy felbontású minőségre való átállás okozott.  A BBC Worldwide szintén elkülönített egy 7,4 millió fontos költségvetést a sorozat létrehozásához. 
A gyártás feladatait a BBC Natural History Unit kezelte, a vezető producer, Alastair Fothergill vezetésével. Az önálló epizódokat hat producer felügyelte: Vanessa Berlowitz, Mark Brownlow, Andy Byatt, Huw Cordey, Jonny Keeling és Mark Linfield.
Ők irányították a film stábjait a terepen, a bristoli irodájukból. mindehhez hozzátehetjük azoknak a túravezetőknek, tudósoknak, sofőröknek, búvároknak és egyéb asszisztenseknek a munkáját, akik a terepen dolgoztak azért, hogy a filmanyag elkészüljön. 
Az utómunkálatok a BBC bristoli stúdiójában készültek el. Az új technológiába való befektetés miatt a vágási és egyéb szerkesztési munkálatok elvégzéséhez nem volt különösebb szükség videoszalagok használatára. A Bolygónk, a Föld című sorozatban jellegzetesen műholdképek és gyorsított felvételek jelennek meg, amelyeket a Burrell Durrant Hifle kivitelezőcég a NASA felvételeinek felhasználásával készített. Az eredeti zenei hangzásvilágot George Fenton komponálta és ő vezényelte a BBC Concert Orchestra játékát is. A sorozat szövegét David Attenborough szakmai segítségével a producerek írták, habár az amerikai változatban nemcsak a narrátor hangja, hanem a szövegek mennyisége is eltér.

### Forgatása
A gyártás 2002-ben kezdődött és csak 2006 őszére lett teljesen kész, röviddel azelőtt, hogy az utolsó hat részt is leadták volna a tévében. Az első év főleg kutatással és a forgatási helyszínek kiválasztásával és a különböző epizódok összeállításával telt el. Ahhoz, hogy leforgassák mindazon felvételeket, amelyeket a producerek elvártak tőlük 71 operatőr 204 helyszínen és hét kontinens 62 országában forgattak, összességében több, mint 2000 forgatási napot töltve a terepen. Kezdetben a BBC számára elég rizikósnak tűnt az a döntés, hogy a sorozatot nagy felbontásban készítsék el. 2002-ben ez a technológia még ugyancsak kipróbálatlan volt terepen, és nem lehetett tudni, hogy az új kamerák hogyan adaptálhatók extrém körülményekhez, ami miatt a vezető producer, Forthegill is eléggé nyugtalan volt. A fenntartások ellenére a HD kamerák eléggé megbízhatónak bizonyultak a hagyományos jól bevált kamerákkal szemben, bizonyos helyzetekben. Nagyobb érzékenységük lehetővé tette a stábtagok számára, hogy rosszabb fényviszonyok között is tudjanak forgatni, például a sötét esőerdők mélyén. Mivel a szalagok rekesze jóval kisebb, könnyebb és olcsóbb volt a hagyományos filmnél, ezért a felvételkészítés időtartamát csak az akkumulátorok kapacitása korlátozta. Ez lehetővé tette, hogy az állatoknál érdekes viselkedéseket tudjanak lefilmezni és hosszabb légifelvételek készítésére is alkalmas volt.

### Először a tévében
A producerek némelyikének az volt a célja, hogy a korábbinál jóval több egyedi felvételt sikerüljön bemutatniuk, és a stábtagoknak sikerült olyan fajokról, és viselkedésformákról, valamint olyan helyszíneken felvételeket készíteniük, amelyeket azelőtt még sohasem lehetett televízióban látni, mint például:
- Vadonélő kétpúpú tevék, amint havat esznek a Góbi-sivatagban
- Egy amuri leopárdanya, a kölykeivel a kelet-orosz erdőségekben
- Egy hópárduc, amint megkísérel elejteni egy pödröttszarvú kecskét Északnyugat-Pakisztánban
- Sarki rókák és afrikai hiénakutyák vadászata a levegőből filmezve
- A valaha készített legnagyobb felbontású felvételek a Csomolungmáról és a Karakorumról
- Kétségbeesett oroszlánok elejtenek egy elefántot éjjel
- A piranhák táplálkozás közbeni őrülete
- Példátlan felvételek a lenyűgöző Lechuguilla-barlangról, Új-Mexikóban
- Az óceáni fehérfoltú cápa, amely az óceánok ritkán látott vándora

## Epizódok
1. Sarkvidéktől sarkvidékig (From Pole to Pole)
2. Hegyvidékek (Mountains)
3. Édesvizek (Fresh Water)
4. Barlangok (Caves)
5. Sivatagok (Deserts)
6. Sarkvidékek (Ice Worlds)
7. Síkvidékek (Great Plains)
8. Esőerdők (Jungles)
9. Sekély tengerek (Shallow Seas)
10. Lombhullató erdők (Seasonal Forests)
11. Mély óceánok (Ocean Deep)